# Sainte-Agnès (Isère)
Sainte-Agnès – miejscowość i gmina we Francji, w regionie Owernia-Rodan-Alpy, w departamencie Isère. w 2011 roku zamieszkiwało ją 529 osób.
Według danych na rok 1990 gminę zamieszkiwało 406 osób, a gęstość zaludnienia wynosiła 15 osób/km² (wśród 2880 gmin regionu Rodan-Alpy Sainte-Agnès plasuje się na 1229. miejscu pod względem liczby ludności, natomiast pod względem powierzchni na miejscu 285.).